# Zaszków (przystanek kolejowy)
Zaszków (ukr. Зашків, ros. Зашков) – przystanek kolejowy w miejscowości Zaszków, w rejonie lwowskim, w obwodzie lwowskim, na Ukrainie. Leży na linii Lwów – Rawa Ruska – Hrebenne.
Przed II wojną światową stacja kolejowa. Wówczas pomiędzy Zaszkowem a Kulikowem istniał jeszcze przystanek Zarudce.